# ゆうの
ゆうの（1992年7月28日 - ）は、東京都出身の舞台女優、モデル、タレント。
ラディウスエンターテインメント所属。元サンスポアイドルリポーターSIR4期生。

## 出演

### 舞台
2013年 - 2015年
- 劇団空感エンジン「君死にたまふことなかれ」（2013年8月14日 - 19日、両国・エアースタジオ） - B班
- 劇団空感エンジン「JULIET ジュリエット」（2014年10月9日 - 13日、両国・エアースタジオ） - C班
- 水木英昭プロデュース「眠れぬ森のホンキートンクブルース-第2章-」（2015年5月30日 - 6月7日、新宿・紀伊國屋サザンシアター） - ノノカ 役

2016年
- メディアゲート「舞台版 てーきゅう[3]」（2016年3月16日 - 21日、日本芸術専門学校大森校劇場） - 板東森子 役
- 劇団空感エンジン「GIFT」（2016年6月2日 - 6日、両国・エアースタジオ） - A班 最川郁美 役(初主演)
- アリスインプロジェクト「戦国降臨ガール インターナショナル TOKYO[4]」（2016年10月7日 - 10日、築地ブディストホール） - 雪蘭(shelan) 役

2017年
- Office54「47男子」（2017年1月12日 - 15日、座・高円寺2） - 岐阜の神 役
- ASSH「SOUL FLOWER ver.2017」（2017年2月15日 - 19日、新宿村LIVE） - 村山エルメス 役
- 劇団空感演人「HOME」（2017年4月6日 - 9日、東池袋・あうるすぽっと） - 畠山麻美 役
- 水木英昭プロデュース「眠れぬ森のホンキートンクブルース-第3章-[5]」（2017年6月2日 - 14日、新宿・紀伊國屋サザンシアター TAKASHIMAYA） - ノノカ 役
- アリスインプロジェクト「バックイン・ミレニアム[6]」（2017年8月9日 - 16日、新宿村LIVE） - 小菅伶衣 役
- アリスインプロジェクト「チェンジングホテルTOKYO[7]」（2017年12月13日 - 17日、新宿村LIVE） - 板柳里香 役

2018年
- Office54「23区女子-Survive-」（2018年2月21日 - 26日、座・高円寺2） - 文京区 役
- MODS「ハートに火をつけて[8]」（2018年7月18日 - 22日、十条・犀の穴）
- アリスインプロジェクト「最果ての星〜アリスインデッドリースクール外伝〜[9]」（2018年8月23日 - 9月2日、池袋・シアターKASSAI） - 嵐山松子 役